# لایه‌بندی دریاچه

دریاچه‌ها به سه بخش جداگانه تقسیم می‌شوند: * اپی‌لیمنیون I. Epilimnion * II. متالیمنیون * III. هیپولیمنیون از مقیاس‌ها برای مرتبط کردن هر بخش از لایه‌بندی به عمق و دمای وابسته به آن استفاده می‌شود. از فلش برای نشان دادن حرکت باد بر روی سطح آب استفاده می‌شود که آغاز گردش در اپیلیمنیون و هیپولیمنیون است.

لایه‌بندی دریاچه‌ها (به انگلیسی: Lake stratification) تمایل دریاچه‌ها به تشکیل لایه‌های حرارتی جداگانه در هوای گرم است. دریاچه‌های لایه‌بندی‌شده به‌طور معمول سه لایه جداگانه را نشان می‌دهند: اپی‌لیمنیون (epilimnion) که لایه گرم بالایی را تشکیل می‌دهد. ترموکلاین (یا متالیمنیون)، لایه میانی، که عمق آن ممکن است در طول روز تغییر کند و هیپولیمنیون سردتر که تا کف دریاچه امتداد دارد.
رژیم آمیختگی دریاچه‌ها می‌تواند در پاسخ به افزایش دمای هوا تغییر کند. برخی از دریاچه‌های دولایه‌ای (دیمیکتیک) می‌توانند به دریاچه‌های تک‌لایه‌ای (منومیکتیک) تبدیل شوند، در حالی که برخی از دریاچه‌های تک‌لایه‌ای ممکن است در نتیجه افزایش دما تبدیل به دریاچهٔ لایه‌دار (مرومیکتیک) شوند.